# Hydrellia notiphiloides
Hydrellia notiphiloides är en tvåvingeart som beskrevs av Cresson 1924. Hydrellia notiphiloides ingår i släktet Hydrellia och familjen vattenflugor. Inga underarter finns listade i Catalogue of Life.